# الحيوان الأخلاقي
الحيوان الأخلاقي للكاتب روبرت رايت تم نشره عام 1999 يستكشف رايت في هذا الكتاب العديد من جوانب الحياة اليومية من خلال علم الاحياء التطوري. ويقدم تفسيرات داروينية للسلوك البشري وعلم النفس، والديناميكيات الاجتماعية والهياكل، فضلًا عن علاقات الناس مع العشاق والأصدقاء والأسرة.نقل الكتاب الى العربية المترجم العراقي المجتبى الوائلي.
يقترض رايت وبشكل واسع من كتاب أصل الأنواع لتشارلز داروين (1859) و أيضا من سجلاته وكتاباته الشخصية، وتوضيح المبادئ السلوكية وباستخدام الأمثلة التي ذكرها داروين في كتاباته أيضًا.
من أين يأتي التنافس بين الاشقاء ؟ لماذا يفضل الآباء بعض الأطفال على الآخرين ؟ ما هي المزايا التطورية التي قد تأتي من قلة احترام الذات ؟ ما هي الجذور البيولوجية لخداع الذات ؟ هذه من بين الاسئلة التي جعلت من الاخلاقية الحيوانية واحدة من أكثر الكتب العلمية الاستفزازية في السنوات الاخيرة.
كما أنه يعرض أحدث النتائج في المجال الناشئ من علم النفس التطوري الذي ينظر السلوك البشري في ضوء النظرية الداروينية—ويكشف روبرت رايت عن استراتيجيات اللاوعي التي تشكل خياراتنا الرومانسية، والمشاعر العائلية، والصداقات، وسياساتنا. وعلى مستوي أعمق، يجبرنا هذا الكتاب على إعادة التفكير في افتراضاتنا الأخلاقية الأساسية، مع ما يترتب على ذلك من أثار دائمة على سياستنا العامة وكذلك على أعمالنا اليومية.

## تقييمات الكتاب
جريدة بوسطن غلوب
وهناك محاولة رائعة وملفتة للنظر في من نحن حقًا يدعو الكاتب رايت القارئ إلى التأمل في وجهات نظر جديدة .........تفسير دقيق ومحفز يستحق مناقشة واسعة.
جريدة الاقتصادي
من المؤكد أن هذا الكتاب الذكي والمحفز سيصبح كلاسيكيًا ... مثل كتاب تشارلز داروين أصل الأنواع وكتاب ريتشارد دوكينز الجينة الأنانية، ويمكن أن يغير الطريقة التي يفكر بها الناس ويشعرون بها حيال حياتهم وربما حتى كيف يتصرفون كما يكتظ الكتاب بالعديد من المعضلات الحالية.
جريدة نيويورك تايمز
اختارت صحيفة نيويورك تايمز كتاب الحيوانية الأخلاقية باعتباره واحدا من أفضل 12 كتابا عام1994; وكان من أكثر الكتب مبيعًا ونشر في 12 لغة. وجه عالم الحفريات ستيفن جاي غولد نقدًا للكتاب في جريدة نيويورك تايمز، كما وصف ميلفن كيلر بالسَار.